# Мейер (город, Миннесота)
Мейер (англ. Mayer) — город в округе Карвер, штат Миннесота, США. На площади 2,5 км² (2,5 км² — суша, водоёмов нет), согласно переписи 2002 года, проживают 554 человека. Плотность населения составляет 220,8 чел./км².
- Телефонный код города — 952
- Почтовый индекс — 55360
- FIPS-код города — 27-41138[1]
- GNIS-идентификатор — 0647629[2]